# Harry Hunter Seldomridge
Harry Hunter Seldomridge (ur. 1 października 1864 w Filadelfii w Pensylwanii, zm. 2 listopada 1927 w Colorado Springs w Kolorado) – amerykański polityk.
W latach 1913–1915 z ramienia Partii Demokratycznej przez jedną dwuletnią kadencję Kongresu Stanów Zjednoczonych reprezentował drugi okręg wyborczy w stanie Kolorado w Izbie Reprezentantów Stanów Zjednoczonych.